# Davie Fulton
Edmund Davie Fulton PC OC QC (* 10. März 1916 in Kamloops, British Columbia; † 22. Mai 2000) war ein kanadischer Rechtsanwalt und Politiker der Progressiv-konservativen Partei Kanadas, der Abgeordneter des Unterhauses sowie mehrmals Minister war.

## Leben

### Familiäre Herkunft, Zweiter Weltkrieg und Rechtsanwalt
Fulton war ein Sohn des Rechtsanwalts Frederick John Fulton, der zwischen 1917 und 1921 ebenfalls Abgeordneter des Unterhauses war, sowie Enkel von Alexander Edmund Batson Davie, der zwischen 1887 und 1889 Premierminister von British Columbia war. Dessen jüngerer Bruder und Großonkel von Davie Fulton, Theodore Davie, war zwischen 1892 und 1895 ebenfalls Premierminister von British Columbia.
Er selbst absolvierte nach dem Schulbesuch ein Studium der Rechtswissenschaften und schloss dieses mit einem Bachelor of Laws (LL.B.). Während des Zweiten Weltkrieges leistete er zwischen 1940 und 1945 seinen Militärdienst bei den Seaforth Highlanders of Canada und war unter anderem im Hauptquartier der 1. Kanadischen Division eingesetzt. Später erwarb er einen Doktor der Rechte (LL.D.) und war nach der anwaltlichen Zulassung als Solicitor und Barrister tätig. Für seine anwaltlichen Verdienste wurde zum Kronanwalt (Queen’s Counsel) ernannt.

### Unterhausabgeordneter und Minister
Bei der Unterhauswahl vom 11. Juni 1945 wurde Fulton als Kandidat der Progressiv-konservativen Partei im Wahlkreis Kamloops erstmals als Abgeordneter in das Unterhaus gewählt und gehörte diesem mehr als zwanzig Jahre lang bis zur Unterhauswahl am 25. Juni 1968 als er eine Wahlniederlage im Wahlkreis Kamloops-Cariboo erlitt.
Nach dem krankheitsbedingten Rücktritt von George A. Drew als Vorsitzender der Progressiv-konservativen Partei bewarb er sich am 14. Dezember 1956 um dessen Nachfolge, unterlag aber John Diefenbaker bereits im ersten Wahlgang deutlich.
Am 21. Juni 1957 wurde er von Premierminister John Diefenbaker zum Justizminister und Attorney General in das 18. kanadische Kabinett berufen und bekleidete diese Funktion bis zum 8. August 1962. Zugleich war er zwischen dem 21. Juni 1957 und dem 11. Mai 1958 auch geschäftsführender Minister für Staatsbürgerschaft und Einwanderung. 
Während dieser Zeit war er an Verhandlungen beteiligt, um die Verfassung von Kanada im Rahmen der sogenannten Patriation vom Einfluss Großbritanniens zu lösen und schuf in diesem Zusammenhang gemeinsam mit dem liberalen Unterhausabgeordneten Guy Favreau die Fulton–Favreau Formula. Des Weiteren kam es 1959 zur Einrichtung der Bewährungsbehörde (Parole Board of Canada).
In seine Amtszeit als Justizminister fiel außerdem die sogenannte Munsinger-Affäre, der erste politische Sex-Skandal in Kanada von nationaler Tragweite. Er betraf Gerda Munsinger, eine angebliche Prostituierte aus Deutschland, die im Verdacht stand, Spionin im Dienste der Sowjetunion zu sein. Sie hatte von 1958 bis 1961 mit zwei Ministern aus John Diefenbakers konservativer Regierung, nämlich der stellvertretende Verteidigungsminister Pierre Sévigny und Verkehrsminister George Hees, eine Liebesaffäre. Sévigny unterzeichnete sogar ihren Einbürgerungsantrag. Die Royal Canadian Mounted Police überprüfte Munsingers Herkunft und fand heraus, dass sie nach dem Zweiten Weltkrieg einige Zeit in der sowjetischen Besatzungszone gelebt hatte und somit ein Sicherheitsrisiko darstellte. Die Angelegenheit wurde hinter verschlossenen Türen geregelt: Justizminister Fulton ließ sie nach Deutschland abschieben und Sévigny trat 1963 zurück.
Im Rahmen einer Kabinettsumbildung übernahm er am 9. August 1962 das Amt des Ministers für öffentliche Arbeiten und behielt dieses bis zum Ende der Amtszeit Diefenbakers am 21. April 1963. Darüber hinaus war er an den Vorverhandlungen zum Abschluss des Columbia River Treaty mit den USA beteiligt, in dem 1964 der Bau von Dämmen im Columbia River zur Energiegewinnung und Überschwemmungskontrolle vereinbart wurde.
Im Januar 1963 wurde Fulton neuer Vorsitzender der British Columbia Conservative Party, trat von diesem Amt aber bereits im April 1965 wieder zurück.

### Erfolglose Kandidatur als Parteivorsitzender und Richter
Auf dem Parteitag der Progressiv-konservativen Partei am 9. September 1967 gehörte er zu den Gegenkandidaten John Diefenbakers, unterlag aber letztlich als Drittplatzierter nach dem Zweitplatzierten Dufferin Roblin gegen Robert Stanfield, der Premierminister von Nova Scotia war. Während seiner Parlamentszugehörigkeit war er zuletzt von 1967 bis 1968 Sprecher der Opposition für Bergbau und technische Begutachtung.
Anschließend zog er sich aus dem politischen Leben zurück und war wieder als Rechtsanwalt tätig, ehe er 1973 Richter am Obersten Gerichtshof von British Columbia (Supreme Court of British Columbia) wurde und dieses Amt bis 1981 bekleidete. Zeitweise war er Vorsitzender der Gesetzesreformkommission (Law Reform Commission) von British Columbia.
Zuletzt war er zwischen 1986 und 1992 Kommissar der kanadischen Delegation in der International Joint Commission, eine kanadisch-US-amerikanische binationale Kommission zur Überwachung des Grenzgewässervertrages von 1909, des Gewässerqualitätsübereinkommens für die Großen Seen von 1978 sowie des Luftqualitätsübereinkommens von 1991. 
Am 30. April 1992 wurde ihm für seine Verdienste das Offizierskreuz des Order of Canada verliehen. Darüber hinaus wurde er 1993 Ehrenoberst der 419. Taktischen Kampfflugzeugausbildungsstaffel (419 Tactical Fighter Squadron (Training)).